# Bobby Farrell
Roberto Alfonso Farrell (San Nicolaas, Aruba; 6 de octubre de 1949-San Petersburgo, Rusia; 30 de diciembre de 2010), conocido como Bobby Farrell, fue un bailarín y cantante arubeño-neerlandés. Es recordado por su gran carisma y por su peculiar y llamativa forma extravagante y excéntrica de bailar y por inicialmente haber sido el único integrante masculino del cuarteto de música pop, Boney M hasta su salida del grupo y posterior llegada al grupo de Reggie Tsiboe como su reemplazo. Cuando Bobby Farrell regresó a Boney M., el grupo que era inicialmente un cuarteto, pasó a ser un quinteto y Bobby Farrell y Reggie Tsiboe tanto cada uno estando en el grupo individualmente como un cuarteto o estando ambos juntos en el grupo como un quinteto, fueron los 2 integrantes masculinos que tuvo el grupo Boney M..

## Biografía y carrera
Se crio en las Antillas Neerlandesas, en la isla de Aruba, donde nació el 6 de octubre de 1949 y vivió allí hasta los 15 años. Después de finalizar sus estudios  decidió irse al mar como marinero y viajó durante dos años a través de los océanos antes de llegar a tierra en Noruega. Desde Noruega se fue a los Países Bajos, que era su patria, ya que Aruba es una de las últimas islas que todavía permanecen en el imperio colonial de los Países Bajos. Aparte de su talento con los idiomas, los cuales aprendió en el mar, no tenía nada que ofrecer salvo un talento natural para el baile. Farrell consiguió algunos trabajos como discjockey en los Países Bajos antes de conseguir mejores oportunidades en Alemania, donde finalmente se establecería. Pronto se extendieron los rumores sobre un hombre joven del Caribe con mucho talento que animaba al público con su hechizante y habilidosa manera de bailar.
Su pasión por la música soul le guio hacia bandas en las que bailaba y cantaba. Su manera de bailar y su estilo tenían un efecto electrificante sobre el público y llegó a ser algo así como una pequeña estrella. 
Frank Farian se quedó sin palabras cuando observó su habilidad. Sin embargo, Farrell siempre fue duramente criticado (especialmente en Alemania) porque no podía cantar o, al menos, no cantaba en los discos; sin embargo en el escenario él tenía que hacer la parte que Frank Farian hacía en los estudios. No era fácil para un hombre joven. “Los Monkees o algunos de los Beatles no sabían cantar, pero a nadie le preocupaba“, decía Farrell.
Bobby no lo tenía nada fácil. Casi obsesionado, quería acabar con las críticas con sus grabaciones, siendo este el primero de muchos cambios significativos en su carrera, al presentarse en solitario para probar que realmente sabía cantar. A lo largo de los años, comenzó a cansarse de tener que defenderse a sí mismo y empezó a pensar que era el títere de Frank Farian. Pero Farian le dejó cantar por primera vez en la parte de rap en Train to Skaville, perteneciente al álbum Boonoonoonoos.
Sin embargo, todo aquello llegó hasta el punto en que Farian lo despidió porque este se quejaba en las entrevistas sobre la situación que Bobby desempeñaba en el grupo. Farian también se quejaba de que Bobby no mostraba sus cualidades importantes. Bobby, por supuesto, comprendió que sin el grupo y Frank Farian él sería un perdedor e intentaría volver al grupo sin éxito.
Cuando Reggie Tsiboe tomó su puesto en 1982, Bobby inició una carrera en solitario y editó el tema POLIZEI. Pero sin sus compañeros de grupo pasó una época muy mala. Mientras, ellos hacían cosas sin él aunque sus seguidores realmente no aceptaban a Reggie como sustituto de Bobby.

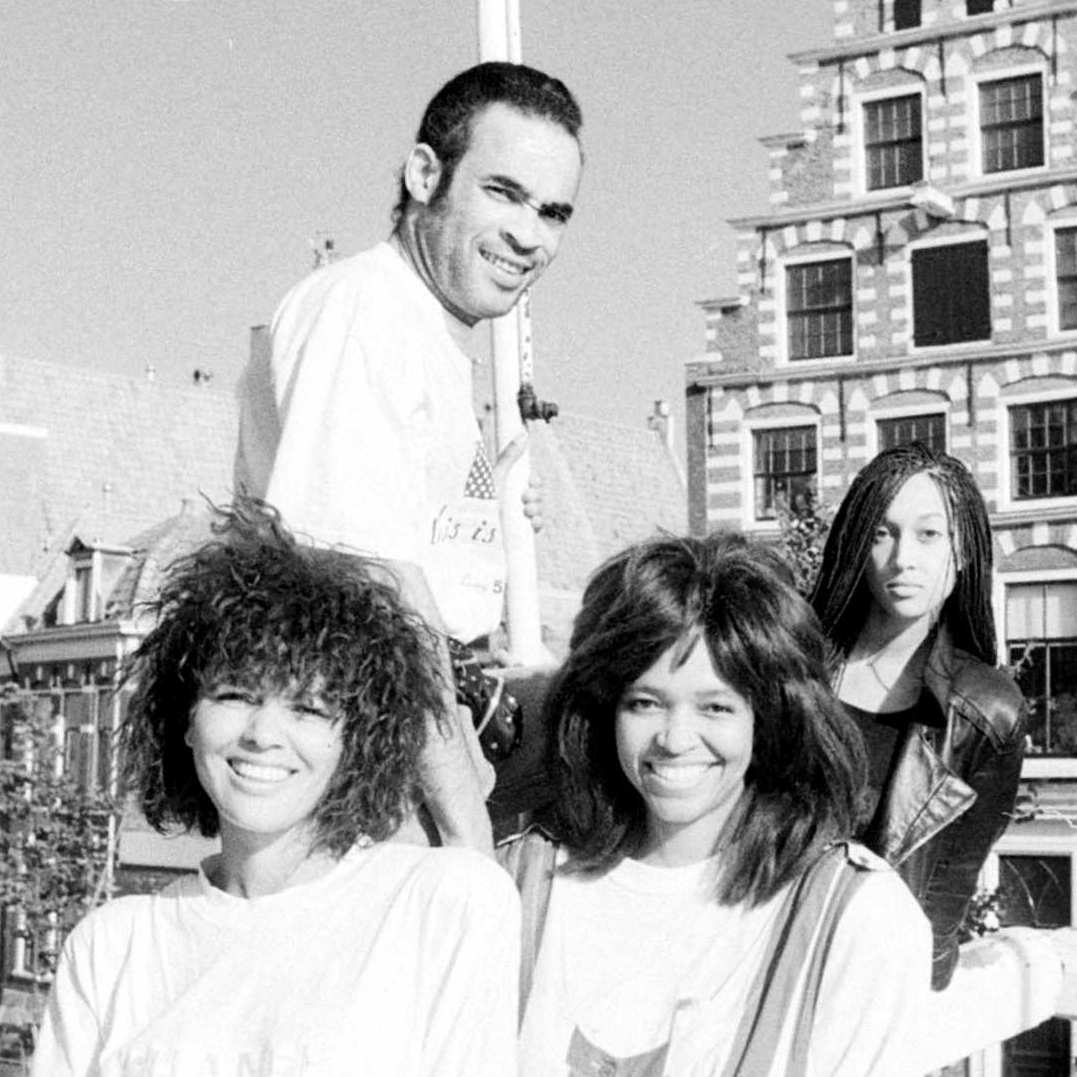
Bobby Farrell con Boney M. en 1991

Farian lo comprendió y produjo HAPPY SONG con él y Boney M llegó a estar de nuevo en el Top 10 en muchas ciudades europeas. Farian le produjo un sencillo en solitario, KEEP ON DANCIN´, y consiguió integrarlo de nuevo en el grupo para mejor en 1985. Entonces produjeron el LP EYE DANCE, donde él interpretaba la parte de rap en YOUNG, FREE and SINGLE. Aunque al siguiente año el grupo se disolvería. En 1988 los cuatro miembros originales tuvieron una breve reunión, pero en 1989 el grupo se disolvió definitivamente. Antes de su muerte Farrell reclutó a tres cantantes y viajaron por el mundo actuando como Boney M feat. Bobby Farrell intentaba desesperadamente recuperar la gloria del pasado interpretando sus éxitos de los 70.
Después de su triste fallecimiento se produjo en todo el mundo cierto resurgimiento del interés del público por la música de Boney M, volviendo a sonar en las radios y aun sonando en la actualidad.

## Vida personal
Se casó con la modelo yugoslava Jasmina Shaban en 1981, tuvieron una hija y un hijo. Actuó como bailarín a finales del 2005, en el videoclip de la canción «Turn on the Music» de Roger Sánchez.

## Muerte
El 30 de diciembre de 2010, Farrell,  fue hallado sin vida en la habitación del hotel en el que se encontraba hospedado, esto en la ciudad rusa de San Petersburgo. Investigaciones posteriores aclararon que su muerte había sido causada por un infarto, a los 61 años de edad. El 8 de enero de 2011, su cuerpo fue enterrado en el Cementerio de Zorgvlied, ubicado en Ámsterdam, Países Bajos.

## Discografía
Sencillos
- 1982: Policía / A Fool In Love
- 1985: King OF Dancing / I See You
- 1987: Hoppa Hoppa / Hoppa Hoppa (instrumental)
- 1991: Tribute To Josephine Baker
- 2004: Aruban Style (Mixes) S-Cream con Bobby Farrell
- 2006: The Bump (EP)

Bobby Farrell's Boney M. / Boney M. Featuring Bobby Farrell / Bobby Farrell Featuring Sandy Chambers
- 2000: The Best Of Boney M. (DVMore)
- 2001: Boney M. – I Successi (DVMore)
- 2001: The Best Of Boney M. (II) (recopilación)
- 2001: The Best Of Boney M. (III) (recopilación)
- 2005: Boney M. – Remix 2005 (con Sandy Chambers) (recopilación) (Crisler)
- 2007: Boney M. – Disco Collection (recopilación)

Nota: todos estos trabajos son grabaciones de los éxitos del grupo Boney M., no las versiones originales.